# 中华人民共和国最高领导人外事访问列表
中华人民共和国最高领导人外事访问列表收录中华人民共和国历代最高领导人所进行的外事访问。

## 概览
中华人民共和国成立至今，尽管对外的国家代表象征——国家元首的形式历经多次变化，但其外事核心决策权始终集中在中共中央政治局，由最高政治领袖负责。毛泽东时期，其仅有的出访都是对苏联的访问，体现中华人民共和国“一边倒”的外交战略。1978年邓小平先后出访美国和日本，是中国最高领导人首次到访这两个国家，被视为双边关系正常化的代表节点。邓小平时代以后，党的最高领导人重新出任国家主席，在外交事务上实现了最高决策权力与最高代表职位的一致，中国最高领导人的出访活动日益成为中国公共外交策略的重要环节。
截至2025年6月，历任中华人民共和国最高领导人共访问过6个大洲107国，包括（含出席国际多边会议或赛会、技术经停）：
- 到访27次： 俄羅斯
- 到访18次： 美国
- 到访16次：
- 到访10次： 法國
- 到访8次： 越南、 日本
- 到访7次： 巴西
- 到访6次： 、 德国、 马来西亚、 、 、 印度、 南非
- 到访5次： 英国、 古巴、 墨西哥、 印度尼西亞、 沙烏地阿拉伯、
- 到访4次： 葡萄牙、 埃及、 、 菲律賓、 、 、 柬埔寨、 阿根廷
- 到访3次： 苏联、 羅馬尼亞、 伊朗、 義大利、 匈牙利、 巴基斯坦、 乌克兰、 新加坡、 西班牙、 加拿大、 蒙古国、 泰國、 新西兰、 希腊、 、 、 智利、 秘魯
- 到访2次： 波蘭、 芬兰、 、 、 纳米比亚、 辛巴威、 尼泊尔、 瑞士、 奥地利、 摩洛哥、 阿尔及利亚、 土耳其、 委內瑞拉、 白俄羅斯、 緬甸、 奈及利亞、 、 塞内加尔、 坦桑尼亚、 塞爾維亞
- 到访1次： 南斯拉夫、 斐济、 衣索比亞、 挪威、 以色列、 巴勒斯坦、 乌拉圭、 摩尔多瓦、 馬爾他、 利比亚、 突尼西亞、 拉脫維亞、 爱沙尼亚、 冰島、 立陶宛、 加彭、 喀麦隆、 利比里亚、 苏丹、 尚比亞、 莫桑比克、 塞舌尔、 瑞典、 模里西斯、 斯洛伐克、 、 丹麦、 刚果共和国、 千里達及托巴哥、 荷蘭、 比利时、 馬爾地夫、 斯里蘭卡、 捷克、 、 、 阿联酋、 卢旺达、 、 巴拿马、 摩納哥
- 技术经停： 法屬玻里尼西亞（1次）、 西班牙（6次）、 瑞士（1次）、 葡萄牙（2次）、 阿联酋（1次）、 希腊（1次）、 義大利（1次）、 美国（1次）、 模里西斯（1次）、 摩洛哥（1次）

## 毛泽东出访行程
- 到访2次：
  -  苏联（1949年12月，1957年11月）[5]

## 华国锋出访行程
- 到访1次：
  - 1978年： 、 罗马尼亚、 南斯拉夫、 伊朗[6]

## 邓小平出访行程
- 到访1次：
  - 1979年： 美国、 日本[7]
  - 1982年： [8]

## 江泽民出访行程
截至2003年3月15日，江泽民以国家元首身份共访问6个大洲72国；加上总书记任内访苏共73国。包括（含技术经停，出席国际多边会议）：
- 到访6次： 俄羅斯（1994年9月，1995年5月，1997年4月，1998年11月，2001年7月，2002年6月出席上海合作组织峰会)
- 到访5次： 美国（1993年11月，1995年9月，1997年10月，2000年9月出席联合国千年首脑会议，2002年10月工作访问)
- 到访3次：
  -  日本（1992年4月，1995年11月，1998年11月）
  -  马来西亚（1994年11月，1997年12月，1998年11月）
  -  （1996年7月，1998年7月，2002年6月出席亚信峰会）
- 到访2次：
  -  （1990年3月，2001年9月)
  -  古巴（1993年11月，2001年4月)
  -  巴西（1993年11月，2001年4月工作访问)
  -  葡萄牙（1993年11月，1999年10月)
  -  乌克兰（1994年9月，2001年7月)
  -  法國（1994年9月，1999年10月)
  -  越南（1994年11月，2002年2月)
  -  德国（1995年7月，2002年4月）
  -  埃及（1996年5月，2000年4月会晤穆巴拉克）
  -  墨西哥（1997年11月，2002年10月出席APEC峰会）
- 到访1次：
  - 1991年： 苏联
  - 1994年： 新加坡， 印度尼西亞
  - 1995年： 芬兰， 匈牙利， 
  - 1996年： ， 衣索比亞， ， 纳米比亚， 辛巴威， 西班牙， 挪威， 羅馬尼亞， ， ， 菲律賓， 印度， 巴基斯坦， 尼泊尔王国
  - 1997年： 加拿大
  - 1999年： 義大利， 瑞士， 奥地利， 蒙古国， 泰國， ， 新西兰， 英国， 摩洛哥， 阿尔及利亚， 沙烏地阿拉伯
  - 2000年： 以色列， 巴勒斯坦， 土耳其， 希腊， 南非， ， ， ， 柬埔寨， 
  - 2001年： 智利， 阿根廷， 乌拉圭， 委內瑞拉， 白俄羅斯， 摩尔多瓦， 馬爾他， 緬甸聯邦
  - 2002年： 大阿拉伯利比亚人民社会主义民众国， 奈及利亞， 突尼西亞， 伊朗， 拉脫維亞， 爱沙尼亚， 冰島， 立陶宛
- 技术经停：
  - 2001年： 法屬玻里尼西亞， 西班牙

## 胡锦涛出访行程
截至2013年3月14日，胡锦涛以国家元首身份共访问6个大洲69国。包括（含技术经停，出席国际多边会议）：
- 到访10次： 俄羅斯（2003年5月，2005年5月，2005年月，2006年7月，2007年3月，2007年8月，2009年6月，2010年5月，2011年6月，2012年9月）
- 到访7次：
  -  （2003年6月，2005年月，2006年6月，2007年8月，2009年12月，2010年4月，2011年6月）
  -  美国（2005年月，2006年月，2008年11月，2009年9月，2010年4月，2011年1月，2011年11月）
- 到访4次：
  -  法國（2003年6月出席南北领导人非正式对话会议，2004年1月，2010年11月，2011年11月）
  -  （2005年11月，2008年8月，2010年11月，2012年3月）
- 到访3次：
  -  英国（2005年月，2005年月，2009年4月）
  -  日本（2008年5月，2008年7月，2010年11月）
- 到访2次：
  -  （2003年10月，2007年9月）
  -  （2004年月，2010年6月）
  -  巴西（2004年月，2010年4月）
  -  古巴（2004年月，2008年11月）
  -  加拿大（2005年月，2010年6月）
  -  墨西哥（2005年月，2012年6月）
  -  越南（2005年11月，2006年11月）
  -  德国（2005年月，2007年6月）
  -  沙烏地阿拉伯（2006年月，2009年2月）
  -  印度（2006年11月，2012年3月）
  -  （2008年8月，2009年11月）
- 到访1次：
  - 2003年： 蒙古国， 泰國， 新西兰
  - 2004年： 埃及， 加彭， 阿尔及利亚， 波蘭， 匈牙利， 羅馬尼亞， 阿根廷， 智利
  - 2005年： ， 印度尼西亞， 菲律賓， ， 西班牙
  - 2006年： 摩洛哥， 奈及利亞， ， ， 巴基斯坦
  - 2007年： 喀麦隆， 利比里亚， 苏丹， 尚比亞， 纳米比亚， 南非， 莫桑比克， 塞舌尔， 瑞典， 
  - 2008年： ， ， 秘魯， 希腊
  - 2009年： ， 塞内加尔， 坦桑尼亚， 模里西斯， 斯洛伐克， ， 義大利， 马来西亚， 新加坡
  - 2010年： 葡萄牙
  - 2011年： 乌克兰， 奥地利
  - 2012年： 柬埔寨， 丹麦
- 技术经停
  - 2003年： 瑞士
  - 2004年： 葡萄牙， 西班牙
  - 2007年： 阿联酋
  - 2012年： 西班牙

## 习近平出访行程
截至2025年6月，习近平以中国国家元首身份共访问6个大洲72国，包括（含出席国际多边会议或赛会、技术经停）。自2020年初新冠疫情爆发后，习近平停止出国进行外事访问活动，是二十国集团中最长时间没有出国访问的领导人，直到2022年9月才出访。。
- 到访11次：
  -  俄羅斯（2013年3月首次外访，2013年9月G20峰会，2014年2月冬奥会开幕式，2015年5月，2015年7月金砖峰会和上海合作组织峰会，2017年7月，2018年9月东方经济论坛，2019年6月，2023年3月，2024年10月金砖峰会，2025年5月）

- 到访6次：
  -  （2013年9月，2015年5月，2017年6月，2022年9月，2024年7月，2025年6月中国—中亚峰会）

- 到访5次：
  -  美国（2013年6月中美元首会晤，2015年9月，2016年3月核安全峰会，2017年4月中美元首会晤，2023年11月APEC峰会）
- 到访4次：
  -  南非（2013年3月，2015年12月，2018年7月，2023年8月）
  -  法國 （2014年3月，2015年11月气候变化巴黎大会开幕活动，2019年3月，2024年5月）
  -  越南 （2015年11月，2017年11月，2023年12月，2025年4月）
- 到访3次：
  -  （2013年9月，2016年6月，2022年9月）
  -  印度尼西亞（2013年10月，2015年4月亚非领导人会议和万隆会议60周年纪念活动，2022年11月G20峰会）
  -  印度 （2014年9月，2016年10月金砖峰会，2019年10月中印领导人非正式会晤）
  -  （2014年9月，2019年6月，2024年7月）
  -  巴西（2014年7月，2019年11月金砖峰会，2024年11月）
- 到访2次：
  -  （2013年9月，2019年6月）
  -  马来西亚（2013年10月，2025年4月）
  -  德国 （2014年3月，2017年7月）
  -  阿根廷（2014年7月，2018年11月）
  -  菲律賓（2015年11月APEC峰会，2018年11月）
  -  沙烏地阿拉伯（2016年1月，2022年12月）
  -  塞爾維亞（2016年6月，2024年5月）
  -  柬埔寨（2016年10月，2025年4月）
  -  秘魯 （2016年11月APEC峰会，2024年11月）
- 到访1次：
  - 2013年： 坦桑尼亚， 刚果共和国， 千里達及托巴哥， ， 墨西哥， 
  - 2014年： 荷蘭， 比利时， ， 委內瑞拉， 古巴， 蒙古国， 馬爾地夫， 斯里蘭卡， ， 新西兰， 斐济
  - 2015年： 巴基斯坦， 白俄羅斯， 英国， 新加坡， 土耳其（G20峰会）， 辛巴威
  - 2016年： 埃及， 伊朗， 捷克， 波蘭， ， ， 智利
  - 2017年： 瑞士， 芬兰， 
  - 2018年： 阿联酋， 塞内加尔， 卢旺达， 模里西斯（过境友好访问）， ， ， 西班牙， 巴拿马， 葡萄牙
  - 2019年： 義大利， 摩納哥， ， 日本（G20峰会）， 尼泊尔， 希腊
  - 2020年： 緬甸
  - 2022年： 泰國
  - 2024年： 匈牙利
- 技术经停：
  - 2014年： 希腊（罗德岛）， 葡萄牙（特塞拉岛）
  - 2016年： 義大利（撒丁岛）， 西班牙（大加那利岛）
  - 2017年： 美国（安克雷奇）
  - 2018年： 模里西斯
  - 2019年： 西班牙（特内里费岛）
  - 2024年： 西班牙（大加那利岛）， 摩洛哥（卡萨布兰卡）